# Jairo Nunes
Pour les articles homonymes, voir Nunes.
 (janvier 2020).
Jairo Morais Nunes est un linguiste brésilien connu pour son travail en syntaxe générative. Il détient un doctorat et un diplôme postdoctoral en linguistique de l'Université du Maryland et a été chercheur postdoctoral de l'Université du Pays basque, de l'Université d'Utrecht et de l'Université de Californie du Sud. Il est professeur titulaire à l'Université de São Paulo.
En 2004, il a publié Linearization of Chains and Sideward Movement (MIT Press) et, en 2005, Understanding minimalism (Cambridge University Press), co-écrit avec Norbert Hornstein et Kleanthes Grohmann,.